# Calymmodon clavifer
Calymmodon clavifer är en stensöteväxtart som först beskrevs av William Jackson Hooker, och fick sitt nu gällande namn av Thomas Moore. Calymmodon clavifer ingår i släktet Calymmodon och familjen Polypodiaceae. Inga underarter finns listade.